# Bhadrapur, Homnabad
Bhadrapur là một làng thuộc tehsil Homnabad, huyện Bidar, bang Karnataka, Ấn Độ.